# キケ・シネシ
キケ・シネシ（Quique Sinesi、1960年3月13日 - 、ブエノスアイレス生まれ）は、アルゼンチンのギタリストである。南アメリカで最も重要なギタリストの一人とみなされている。彼の音楽はタンゴ、フォークロア、カンドンベに基づいている。その音楽は、クラシック音楽とワールドミュージック、即興演奏、ジャズを、とても個性的なスタイルで組み合わせている。彼のお気に入りの楽器は7弦スパニッシュ・ギターとチャランゴである。
彼はアーティストとしてのキャリアを開始し、「Raíces」などのグループを結成し、ウルグアイのミュージシャンであるベト・サトラグニ、マドレ・アトミカ、ペドロ・アスナール、モノ・フォンタナと活動した。
1999年以来、彼は定期的にサックス奏者のチャーリー・マリアーノ、ジャズ・ベーシストのディーター・イルグとデュオを組んでおり、よく彼ら3人でトリオを結成している。また、南北アメリカおよびヨーロッパ諸国におけるプロジェクトや演奏も数多く行っている。
彼の妹は、女性グループ「Viuda e Hijas de Roque Enroll」のメンバーであるロッカーのクラウディア・メイベル・シネシ（1961年4月24日生まれ）。

## ディスコグラフィ

### リーダー・アルバム
- Sonidos De Aquel Dia (1981年、Melopea) ※with セサル・フラノフ
- 『ダンサ・シン・フィン』 - Danza Sin Fin (1998年、Beans)
- Ahi Va El Negro (1998年、Storyville) ※with Erling Kroner Dream Quintet
- 『ソルタンド・アマーラス』 - Soltando Amarras (1998年、EPSA Music) ※with パブロ・シーグレル
- Viaje Latinoamericano (2000年、Valve-Hearts) ※with Pablo Paredes、Sergio Téran
- 『チャーリーのタンゴ』 - Tango para Charlie (2000年、Enja) ※with チャーリー・マリアーノ
- 『バホ・セロ〜タンゴ・ヌーヴォ』 - Bajo Cero (2003年、Khaeon) ※New Tango Duo名義。with パブロ・シーグレル
- Sólo El Río (2006年、Los Años Luz Discos) ※with マルセロ・モギレブスキー
- Buenos Aires Report (2007年、Saphrane) ※with パブロ・シーグレル、ウォルター・カストロ
- Ecos Del Alma (2007年、BHM Productions) ※with チャーリー・マリアーノ
- 『クエントス・デ・ウン・プエブロ・エスコンディド〜ある隠れた村の物語』 - Cuentos de un pueblo escondido (2012年、Rip Curl)
- 『ライブ・イン・センス・オブ・クワイエット』 - Live in sense of quiet guest:Carlos Aguirre (2013年、maritmo) ※with カルロス・アギーレ
- 『シエテ・スエニョス/ファミリア』 - 7 Suenos / Familia (2014年、bar buenos aires)
- 『デスパレート・ダンス』 - Desperate Dance (2015年、Enja) ※with パブロ・シーグレル
- 『小さな音のことづて』 - Pequenos mensajes sonoros (2018年、bar buenos aires)
- 『ライヴ・イン・トーキョー〜「小さな音のことづて」ツアー』 - Live in Tokyo – Pequenos mensajes sonoros Tour (2019年、bar buenos aires)
- Corazón Sur (2019年、Acoustic Music)